# 勾洪国
勾洪国（1961年11月24日—），河北承德人，北京澳客筑巢科技发展有限公司和北京莱辐烯德科技发展有限公司法定代表人，他是一名与家庭教会长老胡石根关系密切的基督教人士、维权人士、社会活动家，网名戈平。2014年12月，因关注范木根案，赴江苏省苏州市赠送“维权抗暴英雄”锦旗。2015年7月被抓，2016年8月5日，天津市第二中级人民法院以“颠覆国家政权罪”判处其有期徒刑三年、缓刑三年，剥夺政治权利三年。勾洪国表示服从判决，不上诉。勾洪国的妻子樊丽丽（山西人）受到国保的严密监控、不被法庭允许旁听。